# Edge (revista)
|  | «Edge» redirigeix aquí. Si cerqueu el lluitador de lluita lliure, vegeu «Adam Copeland». |

Edge és una revista de videojocs multiformat publicada per Future plc. És una revista amb seu al Regne Unit i publica 13 números anuals. La revista va ser llançada per Steve Jarratt.També ha publicat edicions  a Austràlia, Brasil, França, Alemanya, Itàlia i una versió espanyola des del 2006, publicada per Globus, que comparteix part del personal de l'editorial On/Off, una revista Globus sobre vídeo DVD i tecnologia de consum, que no està relacionada de cap manera amb els videojocs. Li falten alguns articles que apareixien a l'edició del Regne Unit, com ara la història de Virtua Fighter 5 que va ser omesa a l'edició espanyola corresponent. També ha publicat edicions  a Austràlia, Brasil, França, Alemanya, Itàlia .
Tracta els jocs de consola i ordinador per a tota mena de públic. La seva data de publicació és mensual, posant-se a la venda a la meitat del mes.

## Història
La revista va ser llançada a l'octubre de 1993 per Steve Jarratt, un periodista de videojocs amb molta experiència que ha llançat diverses altres revistes per a Future.
El disseny de la portada del número 100 de la revista va ser proporcionat especialment per Shigeru Miyamoto. El número 200 es va publicar el març de 2009 amb 200 portades diferents, cadascuna commemorant un sol joc; 199 variants estaven en circulació general i una era exclusiva per a subscriptors. Només es van imprimir 200 revistes amb cada portada, suficients per satisfer amb escreix la tirada d'Edge de 28.898 exemplars.
L'octubre del 2003, l'aleshores editor d'Edge, João Diniz-Sanches, va deixar la revista juntament amb el subdirector David McCarthy i altres redactors. Després de la vaga, la direcció d'Edge va tornar a Tony Mott, que havia estat editor abans de Diniz-Sanches. L'únic membre de l'equip que va romandre va ser Margaret Robertson, que el 2006 va substituir Mott com a editora. El maig de 2007, Robertson va deixar el càrrec d'editor i va ser substituït per Tony Mott, que va assumir el càrrec d'editor per tercera vegada. Alex Wiltshire va ser l'editor de la revista des del maig de 2012 fins al març de 2013, seguit per Nathan Brown. Jen Simpkins va assumir el càrrec d'editora en lloc de Nathan Brown l'abril de 2020..
Entre 1995 i 2002, part del contingut de l'edició britànica d'Edge es va publicar als Estats Units com a Next Generation. El 2007, la filial nord-americana de Future, Future US, va començar a republicar algunes de les funcions recents d'Edge al lloc web de Next Generation; el lloc web i el blog d'Edge es van incorporar posteriorment al lloc de NextGen. El juliol de 2008, tot el lloc web va canviar de nom sota el nom Edge, ja que era la marca més antiga de les dues. El maig de 2014 es va informar que Future tenia la intenció de tancar els llocs web d' Edge, Computer and Video Games i les seves altres publicacions de videojocs; el desembre de 2014 es va confirmar que el lloc web de C&VG tancaria i que el seu contingut es publicaria a GamesRadar, i el gener de 2015 es va anunciar que el mateix passaria amb el lloc web d'Edge. Entre el 2015 i el 2018, els articles d'Edge es van tornar a publicar ocasionalment a Kotaku UK.